# Analyse qualitative non organique
Pour les articles homonymes, voir Analyse qualitative.
L’analyse qualitative inorganique classique est une méthode d’analyse chimique qualitative par voie humide et non instrumentale qui recherche la composition élémentaire de composés inorganiques.
Avec le développement de l'analyse instrumentale, l'analyse qualitative inorganique a perdu sa valeur pratique mais reste un outil didactique important.
Elle est basée sur la détection d’ions en solution aqueuse.
La solution est traitée avec divers réactifs pour observer des réactions caractéristiques des ions, ces réactions produisent un changement de couleur, la formation d’un solide ou d’autres changements visibles.

## Séparation des cations
Basé sur leurs propriétés chimiques, les cations sont, en général, divisés en cinq groupes. Chaque groupe a un réactif commun qui est utilisé pour le séparer de la solution. La séparation doit être faite dans l’ordre des groupes parce que certains composants d'un groupe peuvent aussi précipiter avec les réactifs du groupe suivant et ainsi rendre difficile l’identification des éléments. Après séparation du groupe, la présence de chaque élément est vérifié en exécutant des réactions spécifiques
Il existe divers schémas d'analyse; nous utiliserons un des plus fréquemment utilisés.

### Premier groupe analytique de cations
Le premier groupe comprend les cations dont les chlorures sont insolubles. Pour cela, le réactif du groupe est l’acide chlorhydrique, en général, à la concentration de 1 à 2 M.
L’acide chlorhydrique plus concentré ne peut être utilisé parce qu'il se formerait l’ion complexe PbCl42−.
Les plus importants cations du premier groupe sont Ag+, Hg22+, Pb2+. Les chlorures de ces éléments, tous de couleur blanche, ne peuvent pas être distingués l’un de l’autre par la couleur.
Cependant, le chlorure d'argent, AgCl est réduit en présence de lumière et sa couleur devient violette.
De son côté, PbCl2 est plus soluble que les chlorures des deux autres ions, spécialement dans l’eau chaude.
HCl concentré peut précipiter complètement Hg2+ et Ag+, mais la précipitation du chlorure de plomb n'est pas toujours complète. Pour cela, Pb2+, en général, est aussi inclus dans le deuxième groupe.
Voir aussi :
- Composés de l'ion argent
- Composés de l'ion plomb
- Composés de l'ion mercure

### Deuxième groupe analytique de cations
Le deuxième groupe comprend les cations dont les sulfures sont insolubles en solution acide. Le réactif peut être n’importe quelle substance qui produit des ions S2− en solutions.
Habituellement, on utilise la thioacétamide (à 0.3-0.6 M) grâce à l'hydrolyse suivante CH3CSNH2+ H20 ⇒ CH3C0NH2 +H2S,
ainsi on peut écrire les réactions avec H2S
La concentration de S2− est très importante. À concentration élevée, Cd2+, Pb2+ et Sn2+, qui ont des sulfures relativement solubles peuvent ne pas précipiter tandis qu'à basse concentration Zn2+, qui fait partie du troisième groupe peut précipiter également.
La réaction doit être faite à un pH d’environ 0,5. Si nécessaire, la solution doit être acidifiée par l'HNO3. Les cations du deuxième groupe sont : Cd2+, Bi3+, Cu2+, As3+, As5+, Sb3+, Sb5+, Sn2+ et Sn4+.
Hg2+ et Pb2+ peuvent aussi être présents tout comme dans le premier groupe.

### Troisième groupe analytique de cations
Le troisième groupe comprend les ions dont les sulfures sont insolubles en solution basique. Les réactifs sont semblables à ceux du deuxième groupe mais la séparation est faite à pH 8–9. Si nécessaire, on peut utiliser un tampon. Les cations du troisième groupe sont, entre autres, Zn2+, Ni2+, Co2+, Mn2+, Fe2+, Fe3+, Al3+ et Cr3+.

### Le quatrième groupe analytique de cations
Les ions du quatrième groupe forment des carbonates insolubles dans l’eau. Normalement, on utilise le (NH4)2CO3 (environ 0,2 M), le pH doit être neutre ou légèrement basique. Il faut bien séparer les autres groupes analytiques parce que beaucoup de métaux donnent aussi des carbonates insolubles.
Les ions les plus importants dans le quatrième groupe sont : Ba2+, Ca2+, et Sr2+.
Après séparation, le meilleur moyen de les distinguer est d’exécuter le test de flamme : le baryum donne une flamme jaune-vert, le calcium orange-rouge et le strontium rouge foncé.

### Cinquième groupe analytique des cations
Les cations restants après séparation soigneuse des autres groupes, font partie du cinquième groupe. Les plus importants sont Mg2+, Li+, Na+, K+ et NH4+.

## Détection des anions
Dans la détection des anions, contrairement aux cations, on ne pratique pas de séparation. Des réactions les divisent en trois groupes.

### Premier groupe des anions
Après traitement de la solution par du BaCl2 en solution neutre, on obtient un précipité de sels de baryum. Les anions précipités constituent le premier groupe des anions et sont :
sulfate:(SO4)2−, sulfite:(SO3)2−, thiosulfate (hyposulfite) : (S2O3)2−, carbonate : (CO3)2−, phosphate: (PO4)3−, arséniate : (AsO4)2−, arsenite : (AsO3)3−, borate : (B4O7)2−, chromate : (CrO4)2−, silicate : (SiO3)2−, et oxalate : (C2O4)2−.

### Deuxième groupe des anions
Après traitement de la solution par du nitrate d'argent, on obtient un précipité des sels d'argent formant le second groupe d'anions. Ce sont :
chlorure: Cl−, bromure: Br−, iodure: I−, sulfure: S--, thiocyanate: CNS−, ferrocyanure: [Fe(CN)6]3− et ferricyanure: [Fe(CN)6]4−

### Troisième groupe des anions
Pour ce groupe, qui regroupe tous les anions qui n'entrent pas dans les deux autres groupes, il n'y a pas de réactif spécifique; ils sont :
nitrate: NO3−, nitrite: NO2−, acétate: CH3COO−, permanganate: MnO4−.